# Kruis van Verdienste voor Oorlogshulp
Het Kruis van Verdienste voor Oorlogshulp (Duits: "Verdienstkreuz für Kriegshilfe") van het koninkrijk Pruisen was een op 5 december 1916 ingestelde onderscheiding voor uitstekende verdiensten van vaderlandslievende aard (Duits: "...im vaterländischen Hilfsdienst besonders ausgezeichnet hatten...") tijdens de Eerste Wereldoorlog. De onderscheiding werd door keizer Wilhelm II, koning van Pruisen, ingesteld maar ze werd tot 1924, zes jaar na de val van de keizer en koning en het uitroepen van de republiek Pruisen uitgereikt.
De burgerbevolking van Pruisen heeft vreselijk geleden tijdens de Eerste Wereldoorlog. Er was een groot gebrek aan voedsel, materialen, kleding en brandstof. Men vroeg de burgers om hun vaderlandsliefde te tonen door hun spaargeld, hun vrije tijd en hun comfort op te offeren. Daarnaast waren er inzamelingen van kleding voor de soldaten aan het front. Veel Duitsers hielpen vrijwillig mee om de honderdduizenden gewonden en invaliden te verplegen.
In het decoratiestelsel van Pruisen waren verschillende onderscheidingen voor dergelijke verdienste bekend. Zo was de Luisen-Orden voor dames. Voor heren was er het Ridderkruis van de IIIe Klasse van de Kroonorde, het IJzeren Kruis aan het lint voor non-combattanten, het Algemeen Kruis van Verdienste in goud en in zilver en het Algemeen Ereteken, een zilveren medaille. Men wenste niet te veel van deze als exclusief bedoelde onderscheidingen uit te reiken en gezien de schaal van de oorlog en de reusachtige inspanningen die werden gedaan was het bij de instelling van het Kruis van Verdienste voor Oorlogshulp duidelijk dat er vele duizenden burgers zouden moeten worden onderscheiden. Zij kregen een voorgedrukt diploma waarop hun naam met de hand werd ingevuld.
De Pruisische ministerraad was van mening dat waar het niet wenselijk was om een van de bovenstaande onderscheidingen, gereserveerd voor de hogere standen, te verlenen, het toekennen van het in 1912 ingestelde Kruis van Verdienste wel zou kunnen worden uitgereikt. Daarover waren koning en ministers het eens totdat de ministers zich realiseerden dat de slinkende voorraden zilver en goud het bestellen van zilveren kruisen niet toeliet. Men stelde de koning nu voor om een nieuwe onderscheiding in te stellen. De firma Lauer in Neurenberg maakte proefstukken die sterk op het Kruis van Verdienste leken maar duidelijk minder kostbaar waren uitgevoerd.
De keizer stelde in het decreet, officieel de ("Urkunde über de stiftung eines Verdienst-Kreuzes für Kriegshilfe", vast dat deze nieuwe onderscheiding in rang, in het hiërarchisch denkende Pruisen allesbepalend, na de ridders der IIIe Klasse in de Kroonorde, de Hohenzollernorde kwam te staan maar vóór de IVe Klasse van de Orde van de Rode Adelaar, de IVe Klasse van de Kroonorde en de Reddingsmedaille zou worden gedragen. Het decreet schreef voor dat medewerkers van het Rode Kruis ook in het vervolg de Rode Kruis-Medaille zouden ontvangen. De Pruisische koning stelde vast dat de onderscheiding ook aan dragers van het IJzeren Kruis kon worden toegekend.
Voor hun inzet konden verdienstelijke Duitsers en ook vreemdelingen worden beloond met een achtpuntig kruis met een rond medaillon waarop de tekst "FÜR KRIEGS-HILFSDIENST" met een takken met lauweren en eikenblad stond te lezen. Op de keerzijde stond het verstrengelde devies van Wilhelm II onder een koningskroon.
De erbarmelijke staat van de Duitse oorlogseconomie blijkt uit de materialen waaruit het Kruis van Verdienste voor Oorlogshulp werd geslagen, eerst was het van zilver, later van aluminium en tegen het einde van de oorlog van "oorlogsmetaal", een zinklegering.
Het hoge aanzien van het kruis blijkt uit het gekozen lint, men droeg het op de linkerborst aan het zesmaal zwartgestreepte witte lint met de rode rand dat ook door de ridders in de Kroonorde met de decoratie van het Rode Kruis mocht werd dragen.
Men droeg het lint op uniformen in het tweede knoopsgat van de uniformjas. Op burgerkleding droeg men het lint in het knoopsgat van het linker-revers maar er waren ook miniaturen aan een strikje in de handel die als knoopsgatversiering konden worden gedragen. Het decreet stelde vast dat het kruis aan militairen en burgers van alle rangen en alle standen, aan heren en aan dames kon worden toegekend. Na het overlijden van de drager mocht de familie het kruis als herinnering houden. Dames droegen het Kruis van Verdienste voor Oorlogshulp aan een strik op de linkerschouder.
Op 26 december 1916 werden de eerste 200 kruisen bij de firma Lauch besteld. Honderd daarvan moesten in bruine etuis worden geleverd om aan hooggeplaatste personen te worden uitgereikt. De firma Lauch heeft uiteindelijk 500.000 kruisen voor 875.000 Mark geleverd. De firma Knoblauch heeft het lint geleverd. Ook daar ging het om een grote opdracht; 167.643 meter lint. Omdat er ook zilveren en bronzen exemplaren bestaan, soms met en soms zonder fabriekstempel op de bovenste arm van het kruis lijkt het er op dat er ook andere fabrikanten hebben gewerkt en er ook particuliere opdrachten geweest kunnen zijn. Wilhelm II spelde zelf het eerste kruis op zijn borst, het tweede exemplaar was voor Veldmaarschalk Hindenburg.
De laatste 44.250 kruisen werden in 1924 aan de firma Neuer Berliner Messingwerke verkocht. Er bleef ook meer dan 15 kilometer lint over. Omdat er zoveel kruisen werden uitgereikt is deze onderscheiding op de antiekmarkt weinig waard; een zinken kruis kan 25 euro opleveren, een zilveren kruis kost ongeveer 100 euro.

## Gedecoreerde
- Harald Turner

## Weblinks
- Ordensjournal